# Zwiadi Pataridze
Zwiadi Pataridze (gruz. ზვიადი პატარიძე; ur. 22 marca 1997) – gruziński zapaśnik walczący w stylu klasycznym. Zajął trzynaste miejsce na mistrzostwach świata w 2018.  
Pierwszy na MŚ U-23 w 2018; drugi w 2017 i 2019. Mistrz Europy U-23 w 2018 i 2019; trzeci w 2017. Mistrz świata i Europy juniorów w 2015, 2016 i 2017. Mistrz świata kadetów w 2013 i 2014, a także Europy w 2014 roku.